# Černihivka
Černihivka (ukrajinsky Чернігівка; rusky Черниговка – Černigovka) je sídlo městského typu v rajónu Berďansk v Záporožské oblasti na Ukrajině. V roce 2021 zde žilo 5 645 obyvatel.